# Puccinia cnici
Puccinia cnici är en svampart som beskrevs av H. Mart. 1817. Puccinia cnici ingår i släktet Puccinia och familjen Pucciniaceae.   Inga underarter finns listade i Catalogue of Life.

## Bildgalleri

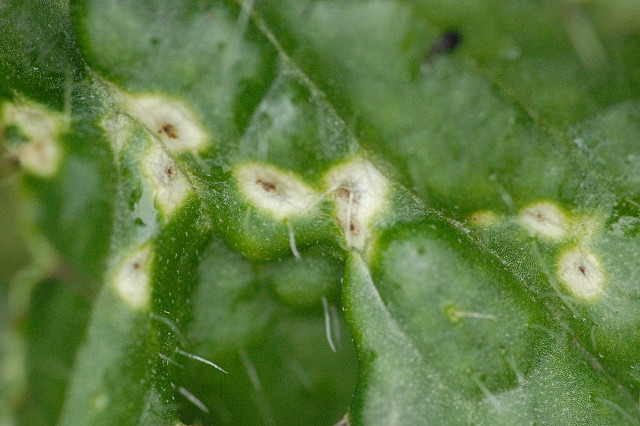